# Léo Apotheker
Léo Apotheker (18 septembre 1953 à Aix-la-Chapelle en Allemagne) est un dirigeant d'industrie allemand, ancien PDG de la firme Hewlett-Packard entre septembre 2010 et septembre 2011, et auparavant PDG de SAP.

## Biographie
Léo Apotheker est né à Aix-la-Chapelle dans une famille juive originaire de Pologne. Après sa scolarité en Allemagne et aux Pays-Bas, il part à 18 ans en Israël suivre des études d'économie. Il est diplômé de l'Université hébraïque de Jérusalem, section Relations Internationales et Économie. Léo Apotheker parle couramment cinq langues : allemand, néerlandais, français, anglais et hébreu.

### La période SAP
Après différents postes dans des entreprises européennes (S.W.I.F.T., McCormack & Dodge), il commence en 1988 sa carrière au sein de l'entreprise allemande SAP qui l'amènera à créer la filiale française du groupe en 1995 puis à devenir président de SAP EMEA (Europe, Moyen-Orient et Afrique) en 1999. En avril 2008, il devient PDG de SAP, mais son contrat n'est pas renouvelé en février 2010, à la suite de résultats financiers en baisse. Il décide alors de démissionner.
Parallèlement, entre 1992 à 1994, il est président et directeur des opérations d'ECsoft, l'une des plus grandes start-ups européennes en matière de capital-risque, dont il est l'un des fondateurs. De 1994 à 1995, il est Directeur Associé de ABP Partners, société de conseil en management stratégique, spécialisée dans la définition de stratégies globales, ainsi que dans la mise en œuvre et la restructuration de sociétés (éditeurs de logiciels) en difficulté.

### A la tête de HP
En septembre 2010, il est nommé PDG de la firme Hewlett-Packard. À la suite d'une série d'annonces stratégiques radicales (vente de WebOS, projet de cession de la division PC, rachat au prix fort de l'éditeur britannique Autonomy) qui font chuter le cours de l'action, le conseil d'administration de HP décide de le limoger le 22 septembre 2011 et de le remplacer par l'ancienne patronne d'eBay Meg Whitman.

### Après HP
Capitaine d'industrie, il rejoint le groupe français Steria en juin 2012 comme membre indépendant au sein du conseil de surveillance.
Il siège également au conseil d'administration de Schneider Electric et de l’ONG PlaNet Finance (aujourd'hui Positive Planet) fondée par Jacques Attali. En décembre 2012, il est nommé président du conseil d'administration de l'entreprise danoise KMD (entreprise). Il rejoint en mai 2016 l'éditeur allemand Signavio en qualité de Président du Conseil consultatif de la société. En mai 2022, Eudonet le nomme à son Conseil d’administration en tant que Président non exécutif. Il intervient durant l'année 2023 dans le projet de scission puis cession d'Atos, en souhaitant prendre la présidence du conseil d'administration et le « chambouler ». Ce n'est pas la première fois qu'il gère la découpe d'une entreprise, puisque dans les années 2010, il est à l'origine d'une action similaire pour HP puis il participe à la reconstruction du conseil de Schneider Electric.

## Vie privée
Léo Apotheker est Chevalier de la Légion d'Honneur pour sa contribution à l'essor de l'utilisation des technologies informatiques en France. Il parle couramment plusieurs langues et vit depuis le début des années 2010 à Londres.